# Frank Andersson
Frank Andersson (Trollhättan, 9 de maio de 1956 — 9 de setembro de 2018) foi um atleta sueco, especialista em luta greco-romana.
Conquistou uma medalha de bronze nos Jogos Olímpicos de 1984, foi campeão mundial em 1977, 1979 e 1982, e campeão europeu em 1976, 1978, 1979 e 1981.

## Títulos
- Jogos Olímpicos de 1984 – Medalha de bronze
- Campeonato Mundial de Luta Greco-Romana - Campeão mundial 1977, 1979 e 1982
- Campeonato Europeu de Luta Greco-Romana - Campeão europeu 1976, 1978, 1979 e 1981.